# Robert Boyer
Pour les articles homonymes, voir Boyer et Robert Boyer (homonymie).
Robert Boyer, né le 25 mars 1943 à Nice (Alpes-Maritimes), est un économiste français. Directeur d'études à l'École des hautes études en sciences sociales (EHESS), il est connu comme l'un des principaux théoriciens de la théorie de la régulation.

## Biographie

### Jeunesse et formation
Robert Boyer suit des études en classes préparatoires scientifiques. Il est admis à l'École polytechnique (promotion X 1962), dont il sort en 1964. Il poursuit ses études à l’École nationale des ponts et chaussées entre 1965 et 1976, et, parallèlement, un cursus à l'Institut d'études politiques de Paris.
Il valide un diplôme d'études approfondies d'économie mathématique à l'université Paris-Diderot en juin 1970, puis un DEA d'économie à l'université Panthéon-Sorbonne en juin 1971.

### Parcours professionnel

#### Dans la fonction publique
Robert Boyer commence une carrière d’économiste au service de l’État, au ministère de l'Équipement, puis à la direction de la prévision du ministère des Finances. Là, il travaille dans une équipe chargée d’élaborer un modèle économétrique anticipateur. Ce modèle s’avère incapable de faire la moindre prédiction valable sur les effets du choc pétrolier de 1973, alors que l’inflation s’envole et que la production s’effondre. De cet échec date sa reconversion dans la recherche.

#### Dans la recherche
En mars 1974, il intègre le CEPREMAP, qui s'appelle à l'époque Centre d’études prospectives d’économie mathématique appliquée à la planification. Il s'y forme alors une communauté de chercheurs qui, à la suite de Michel Aglietta, associe Jacques Mistral, Jean-Pascal Benassy, Alain Lipietz et Hugues Bertrand, et élabore la « théorie de la régulation,. Ces chercheurs soutiennent que les phénomènes économiques ne peuvent se comprendre à travers des modèles abstraits et axiomatiques, mais par la prise en compte des combinatoires entre événements historiques, institutions politiques, juridiques et culturelles, rapports sociaux et cadres idéologiques de l’action publique et des décisions.
Boyer fait partie du CEPREMAP jusqu'en 2011. Il est parallèlement membre du GREDEG (Groupe de recherche en droit, économie et gestion) depuis 2008.
Il est directeur de recherche au CNRS à l'École normale supérieure ainsi que directeur d’études à l’EHESS entre 1982 et 2008.
Il est membre de différents conseils. Il est notamment membre du Conseil d’analyse économique, de l'équipe scientifique du Centre Cournot, président de l’association Recherche et régulation,, et est membre honoraire de la Society for advancement of Socio-Economic.

## Travaux
Robert Boyer définit ainsi ses recherches :

« Comment et pourquoi les régularités économiques se transforment-elles dans l’histoire ? Pour quelles raisons les modes de régulation diffèrent-ils à une époque donnée ? Les transformations institutionnelles intervenues depuis les années soixante-dix comme des recherches menées sur les transformations du capitalisme américain puis français ont suscité l’émergence d’une problématique qui se regroupe sous l’intitulé Théorie de la Régulation. Pour l’essentiel les recherches visent à l’élaboration d’une macroéconomie institutionnelle et historique, à travers l’analyse du rapport salarial, des systèmes d’innovation, des régimes monétaires et financiers, la formation de la politique économique des configurations internationales, sans oublier l’histoire des idées et des théories économiques. Deux outils ont été privilégiés : des études historiques de longue période, des comparaisons internationales systématiques portant sur la période contemporaine. Plus récemment, ont été explorées les bases institutionnelles et macro-sociales d’une microéconomie. »

Dans son ouvrage La Théorie de la régulation, Robert Boyer développe une alternative au modèle néoclassique de l'équilibre général. Il cherche à comprendre comment les structures économiques et sociales s'articulent sur le long terme et adopte pour cela une approche institutionnaliste de l'économie : les phénomènes économiques ne peuvent se comprendre qu'à partir de l'interdisciplinarité. Il définit la régulation comme « la manière dont se reproduit la structure déterminante d'une société dans ses lois générales ». Après l'épuisement du régime de croissance fordiste, Boyer s'interroge sur la possibilité de l'émergence d'un nouveau mode de régulation fondé sur la finance et sur sa capacité à relancer durablement la croissance.[réf. nécessaire]

## Publications
- La Théorie de la régulation : une analyse critique, 1986
- Théorie de la régulation : l'état des savoirs, La Découverte, 2002  (ISBN 2-7071-3765-0)
- La Croissance, début du siècle. De l'octet au gène, Éditions Albin Michel, 2002
- La Théorie de la régulation. Les fondamentaux, La Découverte, 2004
- Une théorie du capitalisme est-elle possible ? Odile Jacob, 2004
- Les financiers détruiront-ils le capitalisme ? Économica, 2011
- Économie politique des capitalismes. Théorie de la régulation et des crises[12], La Découverte, Paris, 2015  (ISBN 978-2-7071-8626-3)
- Les Capitalismes à l'épreuve de la pandémie[13], La Découverte, Paris, 2020  (ISBN 978-2-348-06583-5)
- Une discipline sans réflexivité peut-elle être une science ? Épistémologie de l'économie, Éditions de la Sorbonne, 2021  (ISBN 979-1-0351-0658-4)